# ورم دموي مشيمي
ورم دموي مشيمي (يعرف ايضًا بنزيف المشيمة) هو تجمع دموي (ورم دموي) بين المشيماء - الغشاء المحيط بالجنين- و الرحم. يحدث لـ3.1% لحالات الحمل، هو الشذوذ الصوتي الأكثر انتشارًا والسبب الأكثر شيوعًا لنزيف الثلث الأول من الحمل.

## السبب والتشخيص
يمكن أن يكون سبب الورم الدموي المشيمي عن طريق فصل المشيم عن بطانة الرحم، يتم تصنيف الأورام الدموية حسب موقعها بين طبقات الأنسجة 
- ورم دموي تحت المخاطية، النوع الأكثر شيوعا، بين المشيمة وبطانة الرحم.

تكون الأورام الدموية الوعائية خلف المشيمة ولا تلمس كيس الحمل، والنوع الثالث نادر الحدوث.
```
معطم المرضى الذين يعانون من ورم دموي تحت الجلد صغير لا أعراض لهم، تشمل الأعراض النزيف المهبلي وآلام البطن والولادة المبكرة وتكون الأم مهددة بالإجهاض. 
```

يتم التشخيص الأفضل من خلال جهاز الموجات فوق الصوتية، يظهر ورم دموي مشيمي على الموجات فوق الصوتية على شكل هلال ناقص بجوار كيس الحمل، يعتبر ورم دموي صغير إذا كان حجمه أقل من 20% من حجم الكيس، ويعتبر كبيرا إذا كان حجمه أكثر من 50%

## التشخيص والعلاج
وجود نزيف تحت الكوريون حول كيس الحمل ليس له علاقة كبيرة بالإجهاض بشكل عام ومع ذلك فإن حالة ورم دموي داخل الرحم الذي لوحظ قبل 9 أسابيع من عمر الحمل ارتبط بزيادة خطر الإجهاض، في إحدى الدراسات كان لدى النساء اللاتي امتثلن لتعليمات الراحة في الفراش طوال فترة النزف لديهم معدل إجهاض أقل بينما كان خطر الإجهاض أعلى للنساء اللاتي لم يتمثلن لتعليمات الراحة خلال فترة النزف. 